# Argentine (stacja metra)
Argentine – szósta stacja linii nr 1 w Paryżu. Stacja znajduje się na pograniczu 16. i 17. dzielnicy Paryża.  Została otwarta 1 września 1900 r. W uznaniu zasług Argentyny dla Francji stacja została nazwana Argentine.

## Zobacz też

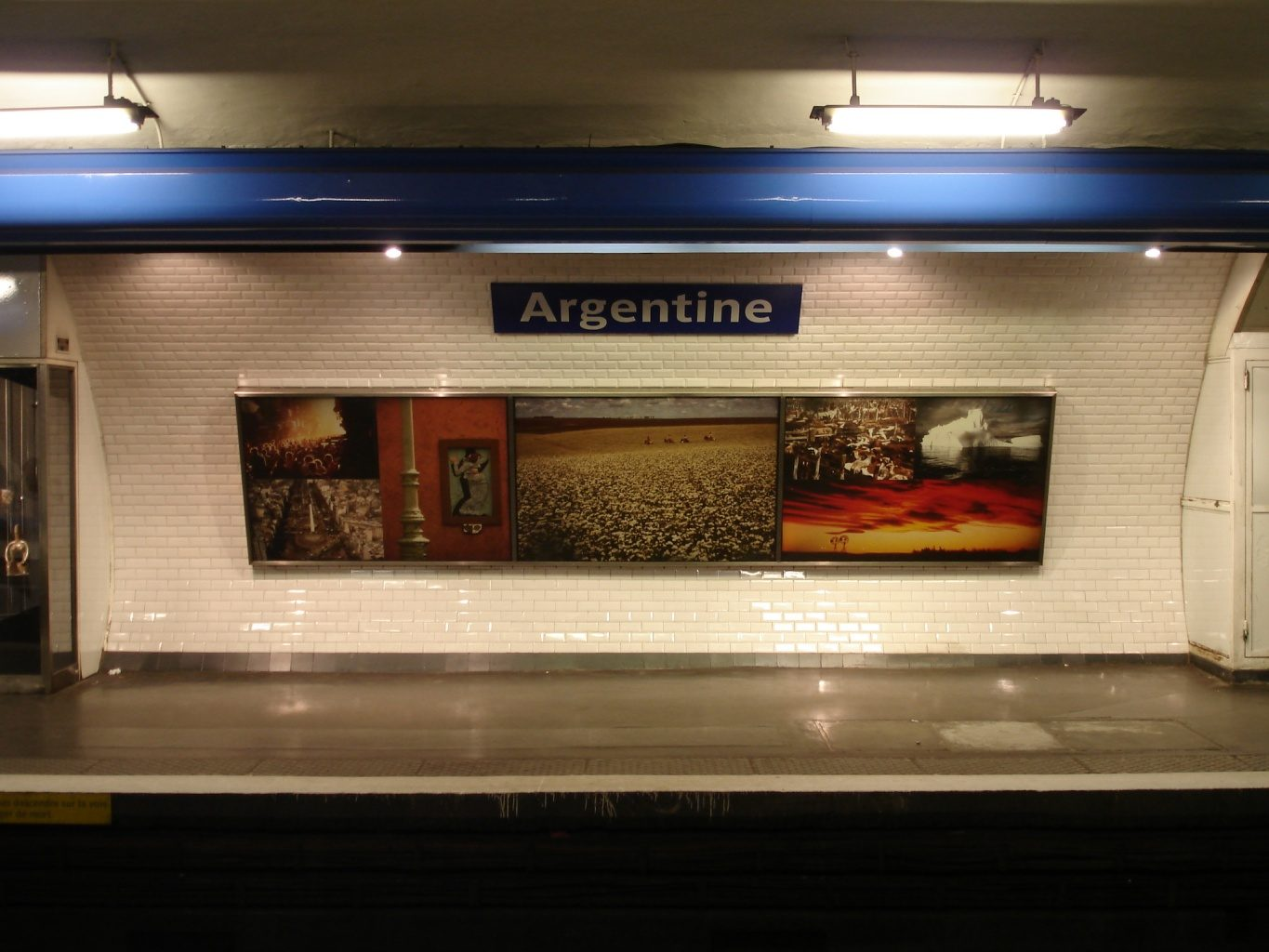